# Йосиф Бродски
Йосиф Александрович Бродски (на руски: Ио́сиф Алекса́ндрович Бро́дский) е руски и американски поет, носител на Нобеловата награда за литература за 1987 г.

## Биография
Бродски е роден на 24 май 1940 г. в Ленинград, днес Санкт Петербург, в семейство на еврейски фотограф. В първите години от живота си той преживява обсадата на Ленинград. На 15 години напуска училище, работи на различни места, включително болница, морга, фабрика, корабен котел и геоложка експедиция.
Бродски научава английски и полски и развива задълбочен интерес към класическа философия, религия и митология, английска и американска поезия. Започва да пише стихове през 1957 г. Без формално образование, по-късно той признава, че е взимал книги отвсякъде, включително от изхвърлените на боклука. Младият Бродски е окуражаван и повлиян от Анна Ахматова, която нарича някои негови стихове „пленяващи“.
През 1964 г. той е обвинен от съветските власти в тунеядство и е осъден на пет години заточение, след което прекарва 18 месеца в Архангелска област. През 1965 г. присъдата му е намалена след протести на изявени литературни деятели.
Само четири стихотворения на Бродски са издадени в Съветския съюз, повечето му работи се появяват на Запад. На 4 юни 1972 г. Бродски е изгонен от страната и през 1977 г. става гражданин на САЩ. Преподава в Мичиганския университет, а по-късно е професор в Колумбийския университет, Ню Йорк. От 1986 г. е професор по литература в колежа „Маунт-Холиок“. Освен на руски той пише успешно стихове и на английски. През 1990 г. му е възстановено съветското гражданство. Бродски почива от инфаркт в Ню Йорк на 28 януари 1996 г. и е погребан във Венеция.

## Произведения на английски

### Поезия
- A Part of Speech (1977)
- To Urania (1984)
- Воспоминание (1995)
- В следующий век (1995)
- Стакан с водой (1995)
- So Forth (1996)
- Collected Poems in English (2000)
- Nativity Poems (2001)

### Есета
- Less Than One (1986; По-малко от единица)
- Watermark (1992)
- On Grief and Reason (1996)
- Писателят в затвора (1996)

### Пиеси
- Marbles (1986)

### На български
- Изотникъде с любов. Стихотворения. Превод от руски Бойко Ламбовски. София: Анубис, 1994, 160 с.
- По-малко от единица. Превод от английски Валентин Кръстев. София: Факел експрес, 1997, 328 с.
- Соломон Волков, Разговори с Йосиф Бродски. Превод от руски Бойко Ламбовски. София: Факел експрес, 2000, 366 с.
- За скръбта и разума. Есета. София: Факел, 2003, 462 с.
- Отделяне от себе си. Интервюта. София: Факел експрес, 2006, 398 с.
- Самотни пътешествия. Есета. София: Факел, 2013, 324 с.